# Kunszt József
Kunszt József (Zubrohlava, 1790. június 28. – Pest, 1866. január 5.) kalocsai érsek.

## Élete
A gimnáziumi és bölcseleti tanfolyamot Komáromban, Esztergomban, Budán és Nagyszombatban végezte. Esztergomban a papnövendékek közé lépett és 1810-ben Bécsbe a Pázmány-intézetbe küldték teológiára. 1813-ban pappá szentelték és Drégelypalánkon lett segédlelkész.
1814-ben nagybátyja Kovalik János triburi választott püspök és érseki helyettes (vicarius generalis) őt az érseki irodába levéltárnokká, majd szentszéki jegyzővé nevezte ki Esztergomba, ahol 1820. november 1-jéig működött. Ekkor Bécsbe küldték a Pázmány-intézetbe alkormányzónak. 1824. augusztus 6-tól 1825. május 10-ig mint helyettes kormányzó vezette az intézetet. 
1830. július 17-én a pozsonyi társas káptalannál kanonok lett, szeptemberben pedig Bécsből Pozsonyba költözött. 1832 májusában azonban a Pázmány-intézet kormányzója lett és ismét visszatért Bécsbe. 1833-ban a veszprémvölgyi boldog Szűzről címzett apát, 1836. április 20-tól esztergomi kanonok, 1840-ben sasvári főesperes, 1844. december 21-én szent Istvánról nevezett prépost lett. 
1845-ben Kopácsy József érsek őt vicarius generalisi méltóságra emelvén, április 29-én elhagyta az intézetet és Esztergomba távozott. Az ő kormánya alatt jött létre a Pázmány-intézetben 1839-ben az önképző magyar irodalmi iskola, mely 1848-ig állott fenn. Kopácsy érsek halálával (1847. szeptember 17.) káptalani helynökké választatott. 1848-ban phárosi választott püspökké, 1850. május 30-án kassai püspökké nevezték ki.
1852. május 15-én kalocsai érsek lett. Kalocsán 1850-ben új nőnevelő intézetet építtetett. A kalocsai négy osztályú gimnáziumot főgimnáziummá emelte. 1860-ban az épületet újjá alakította és a vele összekötött konviktusra 200 000 forint alapítványt tett. A Magyar Tudományos Akadémiának 10 000 forintot adott. 1863-ban Kalocsán tartományi zsinatot tartott. Ő felsége valóságos belső titkos tanácsosi méltóságra emelte, 1854. április 22-én a Lipót császári lovagrend-, 1863-ban a Szent István-rend nagykeresztjével diszítette fel és végre a királyi hétszemélyes tábla segédbírájává nevezte ki. 1860-ban a Magyar Nemzeti Múzeumnak régi műkincseket ajándékozott. Meghalt 1866. január 5-én Pesten szélütés következtében.
Életében egy millió forintot fordított jótékony célokra, végrendeletében pedig az általa alapított két intézettel tette általános örökösévé, hagyott még a Szent István Társulatnak 2000 forintot, a törökországi magyaroknak 500 forintot, a váci siket-néma intézetnek 500 forintot és további alapítványokat.

## Művei
- Wohlthätigkeit des christlichen Priesterthums für die gesammte Menschheit. Eine Rede bei der Primizfeier des hochgeb. hochw. Herrn Philipp Grafen von Szapáry ... der Metropolitankirche von Olmütz Domicellar Domherrn ... vorgetragen am 28. July 1816. in der Collegiat-Stadtpfarr-Kirche zu St. Martin in Pressburg ... Pressburg
- Kunszt József kassai megyés püspök körlevele megyéje minden hiveihez. Kassa, 1850
- Sermo pastoralis per ... episcopum Cassoviensen occasione canonicae suae in sedem episcopalem introductionis die VI. octobris MDCCCLI. ad clerum dioecesanum habitus. Strigonii
- Kunszt József kalocsai érsek körlevele megyéje minden hiveihez székfoglalása után. Kalocsa, 1852
- Sermo pastoralis ... occasione canonicae suae in sedemarchi-episcopalem introductionis die XV. Junii anno MDCCCLII. and clerum dioecesanum habitus. Cassoviae.

Arcképe; kőnyomat Marastonitól. Pest, 1864.

## Emlékezete
- 2000-ben több kiemelkedő kalocsai érsek mellett Kunszt József szobrát is felállították a kalocsai sétálóutcában. A szobor Nagy Sándor szobrász alkotása.
- 2001-ben, a Kalocsai Érsekség fennállásának ezeréves évfordulójára dr. Bábel Balázs kalocsa-kecskeméti érsek megalapította a Kunszt József-díjat.[2]